# Weißenborn (Thuringe)
Pour les articles homonymes, voir Weißenborn.
Weißenborn est une commune allemande de l'arrondissement de Saale-Holzland, Land de Thuringe.

## Géographie
|         | Eisenberg           |            |
| Serba   | Weißenborn          | Tautenhain |
| Waldeck | Bad Klosterlausnitz |            |

Weißenborn se trouve au nord-est de l'échangeur de Hermsdorf (de) (la Bundesautobahn 9 passe au nord-ouest de son territoire).

## Histoire
Weißenborn est mentionné pour la première fois en 1350. Un village médiéval déserté est mentionné dès 1196.

## Source de la traduction
- (de) Cet article est partiellement ou en totalité issu de l’article de Wikipédia en allemand intitulé « Weißenborn (Holzland) » (voir la liste des auteurs).